# Bud Freeman
Bud Freeman (Chicago, 1906. április 13. – Chicago, 1991. március 15.) amerikai tenorszaxofonos, klarinétos, zenekarvezető, zeneszerző. A big band nagy korszakának egyik legfontosabb és legbefolyásosabb tenorszaxofonosának tartják. Leghíresebb felvételei: „The Eel”, „Tillie's Downtown Now”, „Crazeology”, „The Buzzard”, „After Awhile” − amelyeket Benny Goodman klarinétművésszel együtt jegyeztek.

## Pályafutása
1922-ben Freeman középiskolás barátaival megalapította az Austin High School Ganget. Freemannek ez a zenekara olyan tagokkaljátszott, mint Jimmy McPartland és Frank Teschemacher. A zenekarra mincenek előtt a New Orleans Rhythm Kings és Louis Armstrong hatott. Amíg Armstrong a King Oliver's Creole Jazz Band tagja volt, Freeman a Lincoln Gardensben játszott, ahol „Aligátoroknak” becéztél őket.
Freeman 1927-ben New Yorkba költözött, ahol a Red Nichols, Roger Wolfe Kahn, Ben Pollack és Joe Venuti együtteseinek tagjaként session-zenészként dolgozott. Egyik legfigyelemreméltóbb fellépése Eddie Condon 1933-as The Eel című felvételének hosszú szólója volt, ami miatt Freeman beceneve »A hosszú« lett kígyózó improvizációi miatt.
Freeman 1936-1938-ban a Tommy Dorsey's Orchestra és Benny Goodman zenekarának tagja volt, majd megalakította a Summa Cum Laude Orchestrat (1939–1940). A második világháború alatt az Egyesült Államok hadseregében az amerikai hadsereg zenekarvezője volt.
A háború után visszatért New Yorkba és saját együtteseket vezetett. 1960-ban megírta a a libretóját és a dalszövegekeit a Beg, Borrow or Steal című musicalnek, amelyben benne van a "„Zen Is When” című ballada is. Ezt később a Dave Brubeck Quartet vette fel Jazz Impressions of Japan címmel (1964).
1969-1970-ben a World's Greatest Jazz Band tagja volt. 1974-ben Angliába költözött. 1980-ban visszatért Chicagóba. Nyolcvan éves koráig dolgozott.
Két visszaemlékezést és egy önéletrajzi munkát is írt (You Don't Look Like a Musician (1974) és If You Know of a Better Life, Please Tell Me (1976); és  egy önéletrajzot (Crazeology) − társszertőségben Robert Wolffal.

## Albumok
- Comes Jazz (1950)
- Battle of Jazz, Vol. 1 (1953)
- Bud Freeman and the Chicagoans (1954)
- Test of Time (1955)
- Bud Freeman (1955)
- Midnight at Eddie Condon's (1955)
- Jazz: Chicago Style (1955)
- Bud Freeman and His All-Star Jazz (1957)
- The Bud Freeman Group (1957)
- Chicago/Austin High School Jazz in Hi-Fi (1957)
- Bud Freeman & His Summa Cum Laude Trio (1958)
- The Bud Freeman All-Stars featuring Shorty Baker (1960)
- Midnight Session, with Mary Mulligan (1960)
- Summer Concert 1960
- Something to Remember You By (1962)
- Chicago (1962)
- Something Tender (1963)
- The Compleat Bud Freeman (1970)
- The Joy of Sax (1974)
- Jazz Meeting in Holland (1975)
- Song of the Tenor (1975)
- Two Beautiful (1976)
- Bucky and Bud (1976)
- Live in Harlem (1978)
- California Session (1982)
- The Real Bud Freeman (1984, 1985)
- Superbud (1992)

## Díjak
- Big Band and Jazz Hall of Fame(wd): 1992